# Precision Agriculture
Precision Agriculture is een internationaal, aan collegiale toetsing onderworpen wetenschappelijk tijdschrift op het gebied van de landbouwkunde. De naam wordt in literatuurverwijzingen meestal afgekort tot Precis. Agr. Het wordt uitgegeven door Springer Science+Business Media en verschijnt 6 keer per jaar.